# Синекрылый травяной попугайчик
Синекрылый травяной попугайчик (лат. Neophema chrysostoma) — птица отряда попугаеобразных.

## Внешний вид
Длина тела 23 см, хвоста 11 см. Окраска оперения оливково-зелёного цвета. Имеется жёлтая надбровная полоса, такого же цвета щёки и уздечка. На лбу есть перевязь синего цвета. Кроющие перья крыла тоже синие. Маховые перья у основания, на наружном опахале синие, с узким окаймлением белого цвета. Наружная часть маховых перьев чёрно-коричневая. Хвост светло-жёлтого цвета, а средние перья хвоста зеленоватые с серым оттенком. Самка бледнее самца.

## Распространение
Обитает на острове Тасмания, также есть ареалы на юго-востоке Австралии.

## Образ жизни
Населяют саванны, дюны, лесистости, луга, болота и сады. Питаются, в основном, семенами, фруктами и насекомыми.
Редок.